# Tenure
Tenure – termin angielski oznaczający stałą posadę (etat), najczęściej jednak używany w kontekście akademickim (także w polskim żargonie uniwersyteckim) jako określenie posady z gwarancją zatrudnienia. 
W Stanach Zjednoczonych tenure wiąże się z awansem ze stanowiska assistant professor (odpowiednik adiunkta) na associate professor (odpowiednik profesora nadzwyczajnego) lub bezpośrednio na professor (inaczej full professor, czyli pełnoprawny profesor). Adiunkt ma kilka lat na wykazanie swoim dorobkiem, że zasługuje na tenure; po jego uzyskaniu w zasadzie nie można go już zwolnić (wyjąwszy przestępstwa, zaniedbania pracownicze i tym podobne zachowania). Na niektórych uczelniach (np. MIT) tenure uzyskuje się osobno i niezależnie od awansów na kolejne stanowiska (w szczególności typowe jest uzyskanie najpierw stanowiska associate professor, a dopiero później tenure, przyznanego już bez jednoczesnego awansu). 
Celem systemu tenure jest zapewnienie pracownikom naukowym niezależności od nacisków uczelni – jest to akademicki odpowiednik instytucji immunitetu poselskiego lub sędziowskiego. Ponieważ tenure uniemożliwia zwolnienie profesora, dopóki ten nie zaniedbuje obowiązków zawodowych, może on swobodnie się angażować w niepopularne badania bez obawy o utratę stanowiska.